# هي (مجلة)
هي، مجلة شهرية، تصدر عن الشركة السعودية للأبحاث والنشر، إحدى شركات المجموعة السعودية للأبحاث والتسويق، التي أسسها الأمير أحمد بن سلمان بن عبد العزيز آل سعود عام 1987.

## وصلات خارجية
Hiamag.com